# Johannes Flintoe
Johannes Flintoe (1787 – 2 gennaio 1870) è stato un pittore danese-norvegese, conosciuto per le sue raffigurazioni dei paesaggi norvegesi e per le scene tratte dalla storia scandinava.

## Biografia
Flintoe arrivò in Norvegia nel 1811 e insegnò alla Scuola di Pittura (in norvegese Tegneskolen) a Christiania dal 1819 al 1851. Le sue lezioni furono seguite da Hans Gude, Johan Fredrik Eckersberg e Hans Hansen.
Flintoe viene ricordato per la sua influenza nello sviluppo della pittura della paesaggistica norvegese nel XIX secolo quando l'interesse per il romanticismo nazionale stava fiorendo. Viaggiò molto in Norvegia, dipingendo molti scenari e costumi nazionali, tutti considerati di grande importanza culturale.

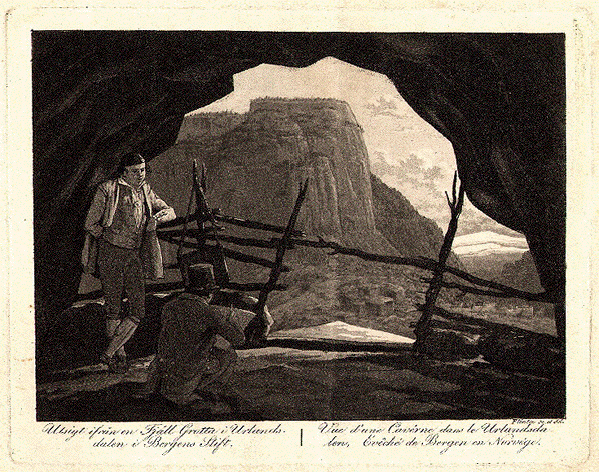
Utsigt ifrån en Fjäll-Grotta i Urlandsdalen i Bergens Stift (1830)
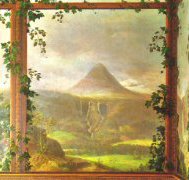
Fugleværelset (1841)
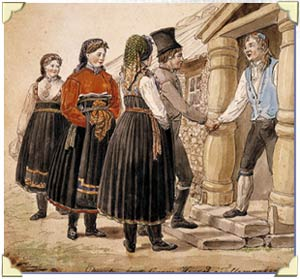
Folkedrakter fra Gran i Telemark
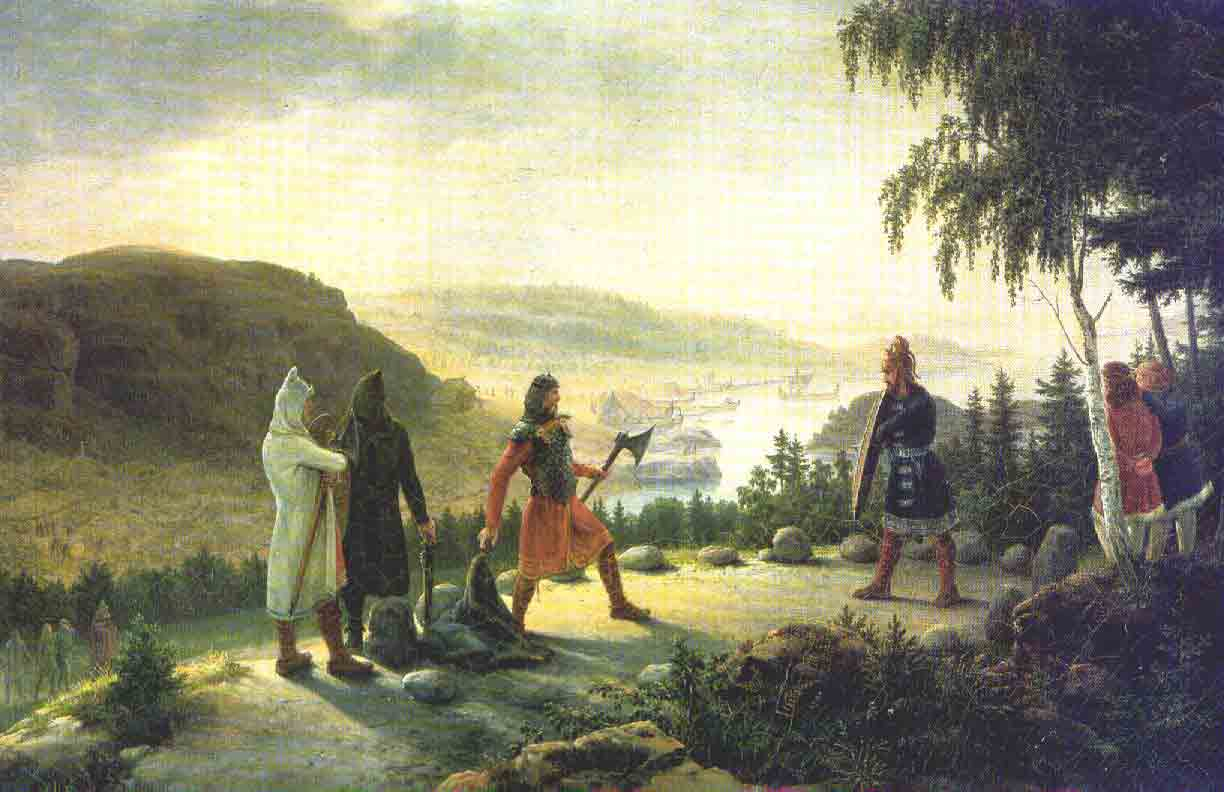
Egill Skallagrímsson in Holmgang with Berg-Önundr